# چمن‌لی (بردع)
چمن‌لی (به ترکی آذربایجانی: Çəmənli، تا سال ۲۰۰۹ دیلن‌چیلر Dilənçilər) یک منطقه مسکونی در جمهوری آذربایجان است که در شهرستان بردع واقع شده‌است. چمن‌لی ۲۲۸ نفر جمعیت دارد.